# Duncan Goodhew
Duncan Alexander Goodhew (Londres, 27 de maio de 1957) é um ex-nadador britânico, ganhador de duas medalhas em Jogos Olímpicos.
Em Moscou 1980, obteve a medalha de ouro nos 100 metros peito e o bronze nos 4x100 metros medley.